# PERSILAT
PERSILAT (Persekutuan Pencak Silat Antarabangsa) es la Federación Internacional de Pencak Silat que se ocupa del desarrollo del arte marcial de origen indonesio silat] a nivel mundial, organizando eventos, campeonatos, cursos, trofeos...

## Fundación
Se fundó el 11 de marzo de 1980 como consecuencia de una conferencia conjunta de la Federación Indonesia de Pencak Silat (IPSI), la Federación Singapureña de Pencak Silat (PERSISI), un representante del Ministerio de Cultura, Juventud y Deporte de Malasia y observadores de Brunéi.
Como miembros fundadores se consideran:
- IPSI - Federación Indonesia de Pencak Silat. (Ikatan Pencak Silat Indonesia)
- PESAKA - Federación Malaya de Pencak Silat. (Persekutuan Silat Kebangsaan Malaysia)
- PERSISI - Federación Singapurense de Pencak Silat. (Persekutuan Silat Singapura)
- PERSIB - Federación de Bruneana de Pencak Silat. (Persekutuan Silat Kebangsaan Brunéi Darrusalam)

## Objetivo
Como objetivo, PERSILAT se plantea promover y apoyar el desarrollo del silat fuera y dentro de su región de influencia (sudeste asiático).

## Miembros
- Asia (19)
  - Indonesia
  - Malasia
  - Singapur
  - Brunéi
  - Camboya
  - Japón
  - Corea
  - India
  - Laos
  - Myanmar
  - Nepal
  - Filipinas
  - Tailandia
  - Vietnam
  - Kazajistán
  - Tayikistán
  - Turkmenistán
  - Kirguizistán
  - Pakistán

- Europa (15):
  - España
  - Austria
  - Bélgica
  - Bosnia y Herzegovina
  - Dinamarca
  - Francia
  - Alemania
  - Grecia
  - Italia
  - Holanda
  - Noruega
  - Portugal
  - Suiza
  - Turquía
  - Reino Unido

- Medio Oriente (7):
  - Jordania
  - Kuwait
  - Omán
  - Palestina
  - Catar
  - Arabia Saudita
  - Emiratos Árabes Unidos

- África (3):
  - Egipto
  - Marruecos
  - Sudáfrica

- América (4): 
  - Canadá
  - Chile
  - Estados Unidos
  - Surinam

- Oceanía (2):
  - Australia
  - Nueva Zelanda

- Datos: Q9053813